# Zentralamerika- und Karibikspiele 1966/Tennis
Die Tenniswettbewerbe der X. Zentralamerika- und Karibikspiele 1966 wurden vom 12. bis 19. Juni auf der Anlage des Hotel Racquet Club im Gebiet von Isla Verde in Carolina, der östlichen Nachbarstadt von San Juan, ausgetragen. Am 15. Juni konnte wegen Dauerregens nicht gespielt werden. Es fanden bei Damen und Herren Einzel und Doppel sowie der Mixedwettbewerb statt. Mexiko gewann alle fünf Titel. Die Zuschauerzahl betrug 3.264 bei einem Eintrittsgeld von einem US-Dollar.

## Herren

### Einzel
| Platz | Land        | Spieler          |
| ----- | ----------- | ---------------- |
| 1     | Mexiko      | Rafael Osuna     |
| 2     | Puerto Rico | Stanley Pasarell |
| 3     | Mexiko      | Vicente Zarazúa  |

### Doppel
| Platz | Land        | Spieler                          |
| ----- | ----------- | -------------------------------- |
| 1     | Mexiko      | Luis Augusto García Rafael Osuna |
| 2     | Puerto Rico | Alberto Carrero Stanley Pasarell |
| 3     | Venezuela   | Humphrey Hose Julio Moros        |

## Damen

### Einzel
| Platz | Land   | Spielerin        |
| ----- | ------ | ---------------- |
| 1     | Mexiko | Elena Subirats   |
| 2     | Mexiko | Patricia Montaño |
| 3     | Mexiko | Olga Montaño     |

### Doppel
| Platz | Land        | Spielerinnen                    |
| ----- | ----------- | ------------------------------- |
| 1     | Mexiko      | Olga Montaño Patricia Montaño   |
| 2     | Guatemala   | Antonieta García Julieta García |
| 3     | Puerto Rico | Eileen Pomales Cindy Villanueva |

## Mixed
| Platz | Land        | Spieler                         |
| ----- | ----------- | ------------------------------- |
| 1     | Mexiko      | Elena Subirats Vicente Zarazúa  |
| 2     | Puerto Rico | Eileen Pomales Stanley Pasarell |
| 3     | Venezuela   | Beatriz Raytler Eduardo Álvarez |

## Medaillenspiegel
| Platz | Land        | Gold | Silber | Bronze | Gesamt |
| ----- | ----------- | ---- | ------ | ------ | ------ |
| 01    | Mexiko      | 5    | 1      | 2      | 8      |
| 02    | Puerto Rico | —    | 3      | 1      | 4      |
| 03    | Guatemala   | —    | 1      | —      | 1      |
| 04    | Venezuela   | —    | —      | 2      | 2      |

## Quelle
- Memoria Oficial del Comité Organizador de los X Juegos Deportivos Centroamericanos y del Caribe, (PDF-Datei, 18,2 MB), Band 2, S. 98–100.